# Friederike Krabbe
Friederike Charlotte Wilhelmine Krabbe, més coneguda com a Friederike Krabbe, (Bentheim, Baixa Saxònia, 31 de maig 1950) és una activista política alemanya, exmilitant de la segona generació la Fracció de l'Exèrcit Roig (RAF).

## Trajectòria
Krabbe va créixer a la petita ciutat de Bentheim (des de 1979 anomenada Bad Bentheim), en el que van ser els primers anys de la República Federal d'Alemanya. El seu pare va ser un ric fabricant tèxtil i, juntament amb la seva mare, partidaris confessos de l'Alemanya nazi, en la qual van militar a les Joventuts Hitlerianes i la Lliga Nacionalsocialista de Dones. Krabbe va estudiar psicologia, pedagogia i sociologia a la Universitat Lliure de Berlín i a la Universitat Ruprecht Karl de Heidelberg entre 1970 i 1973 i medicina a la de Heidelberg entre 1973 i 1976 (tots dos sense títol). Durant els seus estudis es va afiliar al Col·lectiu de Pacients Socialistes (SPK) de Heidelberg. Després de la seva dissolució, alguns antics membres de l'SPK, inclosa la seva germana, Hanna Krabbe, i ella es van unir a la RAF.
L'estiu de 1977, Friederike va llogar un apartament amb un nom fals amb l'objectiu de cometre el segrest de l'exoficial nazi i president de la patronal Hanns Martin Schleyer. Durant el segrest, però, sembla que estava a Amsterdam amb altres membres de la RAF. Els segrestadors també van exigir, entre altres coses, l'alliberament de Hanna Krabbe, que havia estat detinguda el 1975. Poc abans de l'assassinat de Schleyer, Friederike Krabbe va anar a l'Iraq amb alguns membres de la RAF. Segons diversos antics membres de la RAF, dins de l'organització, Krabbe tenia el nom de guerra de «Käthe», que apareixia en documents confiscats per la policia.
El 26 d'octubre de 1997, l'exmembre de la RAF Monika von Seckendorff va declarar com a testimoni en el judici principal contra Monika Haas, que després que Schleyer fos segrestat el 1977, vivia en una petita casa a Bagdad amb Friederike Krabbe i Elisabeth von Dyck. A finals de la dècada de 1970, un informador palestí de l'Oficina Federal de Policia Criminal (BKA) va informar que Krabbe s'havia unit a l'Organització 15 de Maig, facció armada entorn de l'especialista en bombes palestí Muhammad al-Umari (kunya: Abu Ibrahim), un dels militants del Front Popular per a l'Alliberament de Palestina després del la mort de Wadi Haddad. Es diu que Umari, que va ser instructor de diversos membres de la RAF, s'hi va casar més tard. Es diu que Krabbe va estar a Bagdad fins poc abans de la guerra de l'Iraq de 2003.
El 2008, Krabbe va ser un dels quatre últims sospitosos de terrorisme, juntament amb Daniela Klette, Ernst-Volker Staub i Burkhard Garweg, que encara estaven sent buscats en relació amb els atacs de la RAF. A diferència dels altres tres, el seu nom va ser eliminat el 2012 de la llista pública de recerca de la BKA, tot i que encara estava tramitada una orde de crida i cerca internacional contra ella fins almenys el 2017. Se sospita que viu al Líban.